# Adana (stad)
Adana (Turkse uitspraak: [aˈda.na]; Armeens: Ադանա; Grieks: Άδανα; in de oudheid Antiochië aan de Saros) is een stad in het zuiden van Turkije, ongeveer 30 kilometer ten noorden van de Middellandse Zee. Adana is de hoofdstad van de gelijknamige provincie Adana. Het is met 2.280.484 inwoners de vijfde stad van Turkije. Het polycentrische metropolitaanse gebied Adana-Mersin, met 3 miljoen inwoners, strekt zich uit over 70 km oost naar west en 25 km noord naar zuid en bevat de kernen Mersin, Tarsus en Adana. De stad veranderde in de belangrijkste stad van Cilicië met de Turkse overname van de stad van het Armeense koninkrijk Cilicië in 1359.
Adana ligt in het hart van Çukurova, dat ook wel bekend staat als Cilicië. Deze regio is een van de dichtst bevolkte gebieden in Turkije, en is daarnaast ook het agrarisch productiefste gebied. Een van de redenen dat de grond bij Adana zo vruchtbaar is, komt doordat de rivier de Seyhan (Saros) door de stad stroomt. Daarnaast is Adana ook rijk aan enkele mineralen, zoals chroom, ijzer, mangaan, lood en zink. De regio Çukurova omvat naast de provincie van Adana ook de provincies Mersin, Osmaniye en Hatay.
De stad heeft een oud en een modern gedeelte. Een belangrijke bron van inkomsten is de textielindustrie. Er ligt een spoorwegstation in de stad, en een vliegveld dichtbij. De luchtbasis İncirlik van de NAVO ligt 12 kilometer ten oosten van Adana.
De economische, sociale en culturele groei werd gestopt door het bloedbad in Adana, de Armeense genocide en de evacuatie van Cilicia in 1921.

## Geschiedenis
De stad werd meer dan 3000 jaar geleden door de Hettieten gesticht. De stad heette Ataniya en later Adana(wa) en was de hoofdstad van het vorstendom Kizzuwatna en later van Que. De naam Ataniya is al bekend sinds het einde van de 16e eeuw v.Chr. onder Telepinu en wordt, geschreven als KURDanuna, aangetroffen in de Amarnabrieven. Later leed de stad vele eeuwen onder de oorlogen tussen Griekenland en Perzië. De naam zou volgens de Grieken afkomstig zijn van Adanus, de zoon van Kronos uit de Griekse mythologie, die het gesticht zou hebben. Tot de 1e eeuw v.Chr., onder het bestuur van de Seleuciden, droeg de stad tijdelijk de naam Antiochia ad Sarum of Antiochia in Cilicia, als eerbetoon aan de Seleucidische vorsten. In de 1e eeuw v.Chr. ging de stad deel uitmaken van het Romeinse Rijk en keerde de naam Adana terug. In deze tijd werd de stad een belangrijk handelscentrum. Van het 12e tot het 14e eeuw maakte de stad ook een deel uit van Cilicisch-Armenië.
In de 16e eeuw kwam de stad onder Ottomaans bestuur. Dit duurde tot het einde van de Eerste Wereldoorlog in 1918. Rond het jaar 1830 trok het leger van Mohammed Ali Pasja, de wāli van het Ottomaanse Egypte en Soedan, twee keer naar Syrië om de onafhankelijkheid van Egypte van het Ottomaanse Rijk te beveiligen. De soldaten van Mohammed Ali Pasja vernietigden het kasteel van Adana en de muren. Het daaropvolgende vredesverdrag verzekerde de onafhankelijkheid van Egypte, maar (op het aandringen van Groot-Brittannië, Oostenrijk, Rusland en Pruisen) vereiste wel de evacuatie van alle Egyptische troepen uit Syrië.

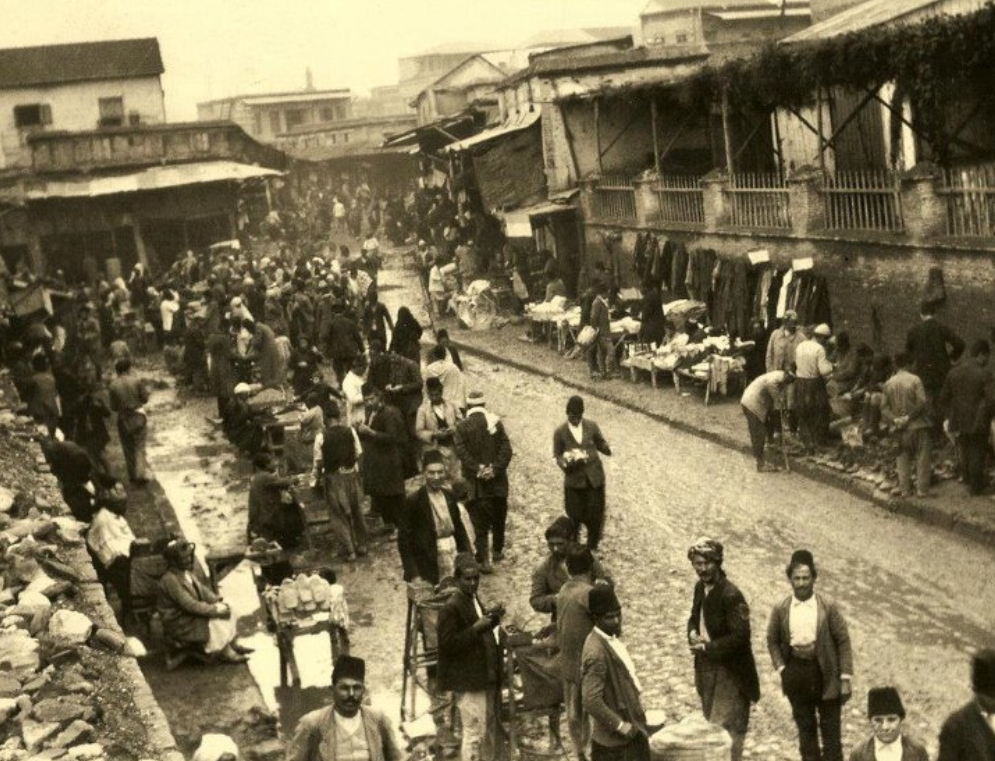
Adana in 1921

Na de Eerste Wereldoorlog gaf de Ottomaanse regering de controle over de stad aan de Franse troepen over. Vier bataljons van het Franse-Armeense Legioen werden gestuurd om Adana te bezetten en toezicht te houden op de repatriëring van Armeense vluchtelingen. Doordat de Franse troepen niet in groten getale aanwezig waren, kwamen zij gauw onder druk van de moslimbevolking die het niet eens was met de repatriëring. Hierdoor hebben de Fransen hun beleid in de regio omgedraaid en werd de repatriëring stopgezet. De Fransen verlieten uiteindelijk heel Cilicië; aanvankelijk hadden ze gehoopt het aan hun mandaat van Syrië toe te kunnen voegen. Op 20 oktober 1921 werd het Verdrag van Ankara ondertekend tussen Frankrijk en de Turkse Grote Nationale Vergadering. Op basis van de voorwaarden van de overeenkomst erkende Frankrijk het einde van de campagne in Cilicië, waarbij de Franse troepen, samen met de overige Armeense vrijwilligers, zich terugtrokken op 5 januari 1922.
De stad werd op 27 juni 1998 getroffen door een aardbeving van 6,2 op de schaal van Richter. Er zijn 145 mensen omgekomen en 1500 mensen raakten gewond. Veel huizen waren verwoest, waardoor veel inwoners dakloos zijn geworden. Het totale economische schade werd geraamd op ongeveer 1 miljard US$.

## Geografie

### Topografie

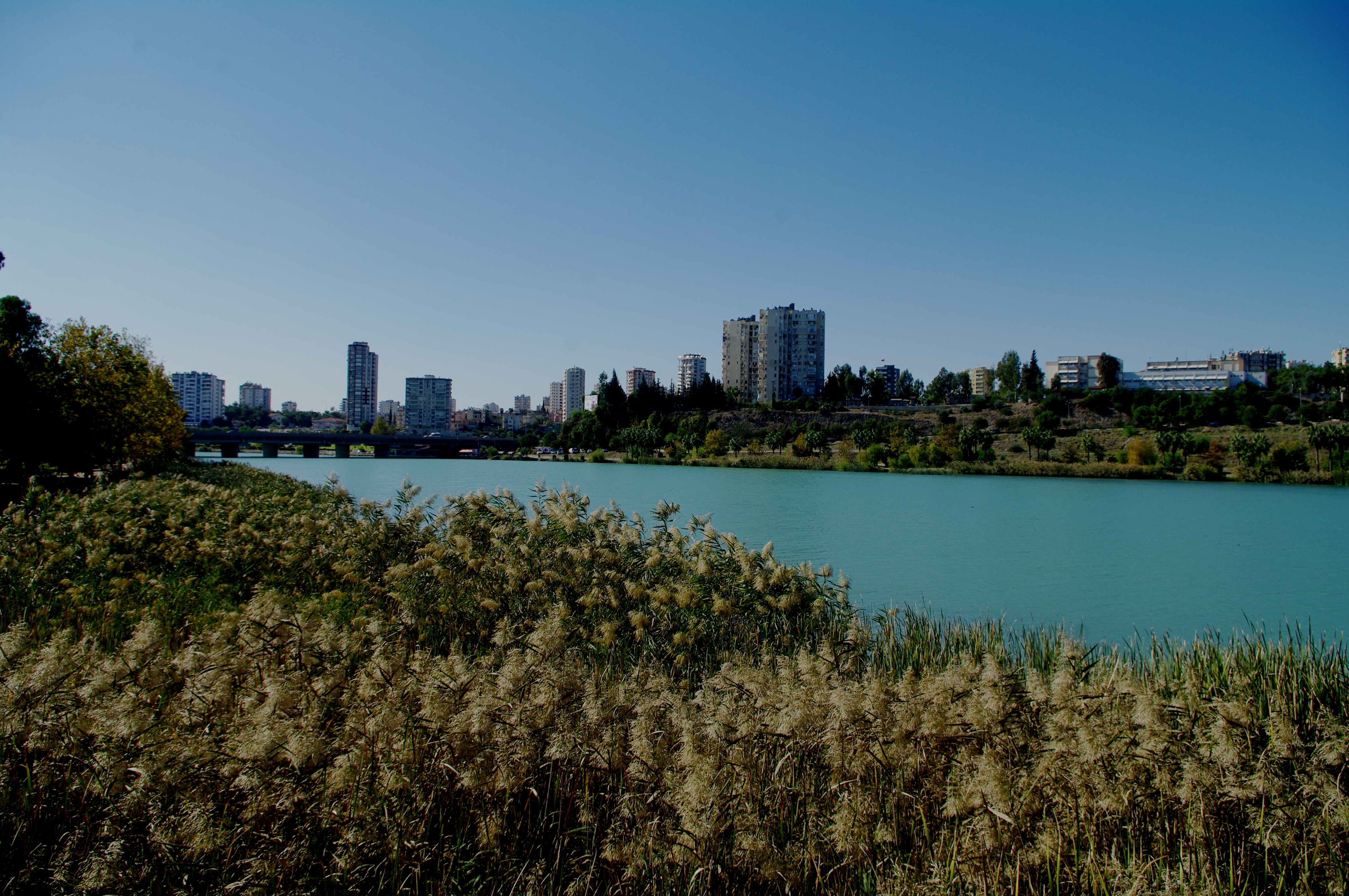
Het reservoir Eskibaraj

Adana ligt aan de noordoostelijke rand van de Middellandse Zee in het hart van Çukurova. In het verleden was dit vruchtbare gebied in het Westen bekend als Cilicië. Dit grote stuk vlakke, vruchtbare grond ligt ten zuidoosten van het Taurusgebergte.
Het noorden van de stad wordt omgeven door het reservoir van Seyhan. De Seyhandam, die in 1956 voltooid werd, werd gebouwd om elektriciteit op te wekken uit waterkracht en om de lager gelegen Çukurovavlakte te irrigeren. Twee irrigatiekanalen in de stad stromen via het centrum naar de vlakte. Ook is er nog een ander kanaal voor de irrigatie van de Yüreğirvlakte in het zuidoosten van de stad.

### Klimaat
Adana heeft een typisch mediterraan klimaat (Köppen: CSA). De winters zijn zacht en nat en de zomers zijn heet en droog. De hoogste gemeten temperatuur was op 8 juli 1978 met 44,0 °C. De laagste gemeten temperatuur was -8,1 °C.

## Bevolking

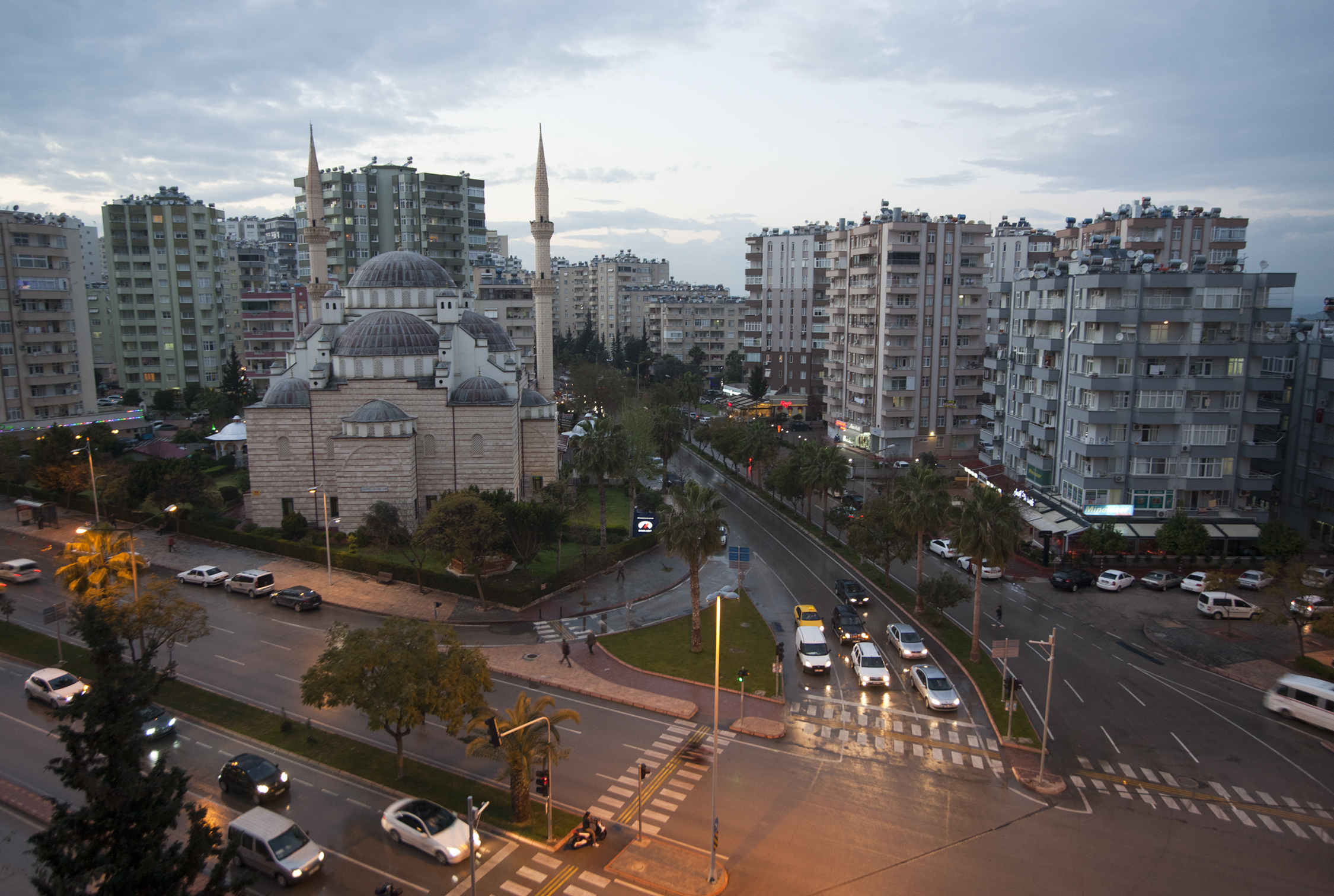
Uitzicht op Çukurova.

Van oudsher een stad bevolkt door Armeniërs en Turken; de toestroom van Assyriërs, Grieken, Circassiërs, Joden en Alawieten in deze periode (19de eeuw) maakte de stad tot een van de meest diverse steden van het Ottomaanse rijk. De economische, sociale en culturele groei werd gestopt door het bloedbad in Adana, de Armeense genocide en de evacuatie van Cilicia in 1921.
De meeste gevluchte Adana Armeniërs wonen nu in Buenos Aires, Argentinië, waar ze daar de meerderheid vormen van de Armeense Argentijnen.
Het inwonertal van de stad bedroeg 1.636.229 op 31 december 2012 en is sindsdien gestegen tot ruim 2,1 miljoen inwoners. Desalniettemin neemt de jaarlijkse bevolkingsgroei gestaag af van 2,52% in 2009 naar 1,17% in 2012. De bevolking van Adana bestaat voor 50,22% uit vrouwen.
Adana is opgebouwd uit de vijf grootstedelijke gemeenten: Seyhan, Çukurova, Yüreğir, Sarıçam en Karaisalı.
Twee derde van de inwoners van Adana woont ten westen van de rivier de Seyhan, waar de stad werd gesticht. Stadsuitbreiding aan de oostkant van de rivier is beperkt als gevolg van de aanwezigheid van grote instellingen zoals de universiteit van Çukurova en luchtbasis İncirlik van de NAVO. Seyhan is de meest multiculturele wijk, waar zes etnische groepen wonen. Çukurova is vooral een seniorenwijk, waar ouderen uit heel Turkije wonen om daar van hun pensioen en het warme klimaat te genieten.
Grote etnische groepen in Adana zijn tegenwoordig de Turken, Arabieren en Koerden. De komst van de eerste Turken naar de stad van Centraal-Azië gebeurde rond de 11e eeuw. In het begin van de 14e eeuw vestigden verschillende Turkse stammen zich in de stad, nadat de mammelukken de controle van Çukurova hadden overgenomen.
Vergelijkbaar met andere steden aan de Middellandse Zee en de Egeïsche Zee is het secularisme sterk vertegenwoordigd in Adana. Van de gelovige inwoners is de meerderheid soennitisch. De meerderheid van de Turken, de meeste Koerden en sommige Arabieren zijn soennitische moslims. De meeste Arabieren van Adana zijn alawiet. Zij zijn plaatselijk bekend als Nusayri of Fellah. Ook is er nog een kleine gemeenschap van rooms-katholieken en enkele joodse families.

## Verkeer en vervoer

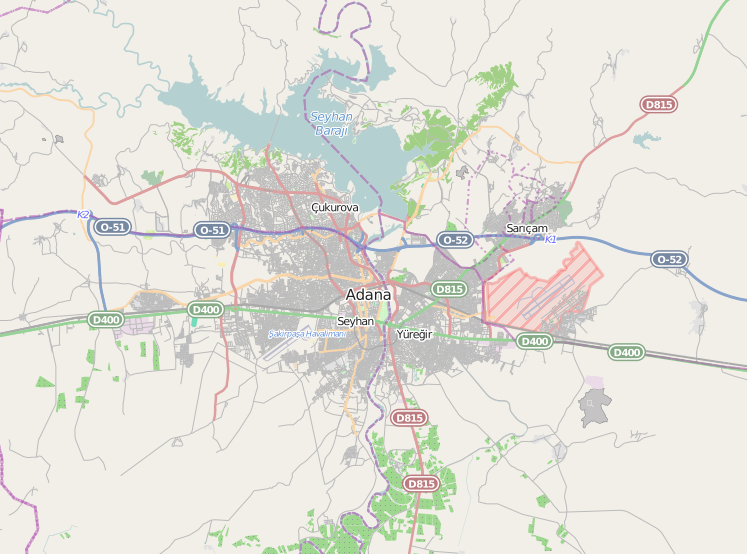
Wegenkaart van Adana

### Autoverkeer
De E90 doorsnijdt Adana als snelweg en loopt van het westen naar het oosten van de stad. Lokaal draagt deze snelweg de namen O-51 vanuit Tarsus tot het westen van het stad, O-50 voor de ringweg en O-52 voor het oosten van de stad richting Şanlıurfa.

### Luchtvaart
In het westen van de stad ligt de internationale luchthaven Adana Şakirpaşa. De luchthaven is geopend in 1937 en verzorgt binnenlandse en enkele internationale vluchten naar Cyprus en Duitsland. Door de sterke groei van de bevolking van Adana is ook het aantal passagiers gestegen en zo is luchthaven nu de zevende van Turkije qua passagiersaantallen. Omdat de luchthaven deze grote hoeveelheid niet aankan, is er begonnen aan de bouw van de nieuwe luchthaven Adana Çukurova, die eind 2014 moet openen. Ook bevindt zich in het oosten van de stad de NAVO-luchtbasis İncirlik.

### Scheepvaart
Ten zuiden van de stad bevindt zich de haven van Botaş en de haven van Toros Gübre Fabrikaları aan de Middellandse Zee.

### Spoorwegen

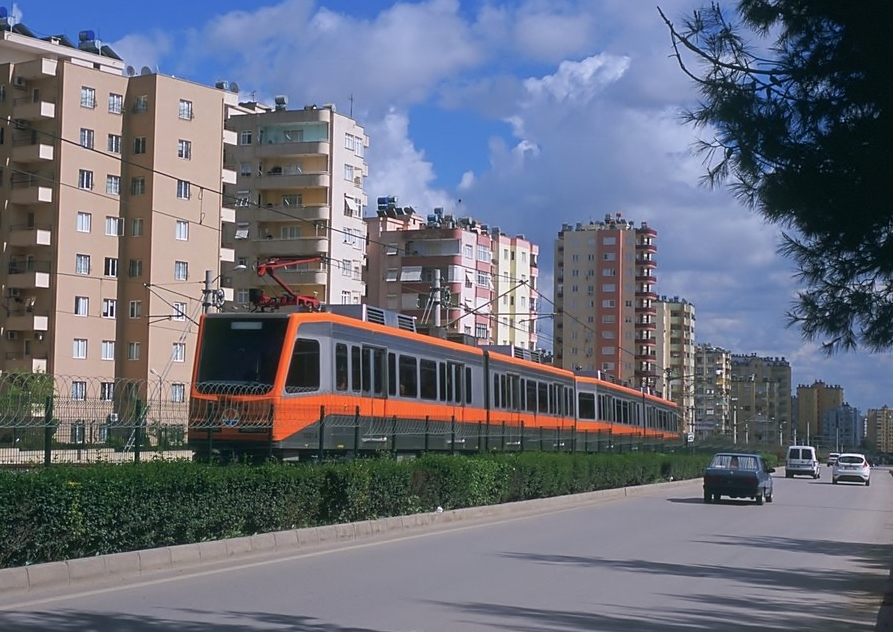
De metro van Adana bij de halte Huzurevi

Adana ligt aan de Bagdadspoorweg. Het station van Adana werd geopend in 1886 om de stad te verbinden met de haven van Mersin. In 1912 werd het station verplaatst naar zijn huidige locatie aan de Bagdadspoorweg. Momenteel zijn er vijf lijnen die de stad doorkruisen, allemaal geëxploiteerd door de Turkse Staatsspoorwegen (TCDD). Deze vijf lijnen verbinden de stad met Istanboel, Ankara, Kayseri, Elâzığ en Aleppo. Hiernaast onderhoudt de TCDD ook drie regionale lijnen naar Şakirpaşa, Çukurova en İncirlik. Verder onderhoudt de spoorlijn Adana-Mersin bijna elke 20 minuten een verbinding tussen Mersin, Tarsus en Adana.

### Stads- en streekvervoer
Het personenvervoer in de stad wordt uitgevoerd door stadsbussen of Dolmuşbusjes. De metro van Adana bestaat uit een lijn met dertien stations (13,5 km lengte). Gepland staat een verlenging van de lijn richting de universiteit van Çukurova. Adana Transit Corporation exploiteert de metro en de stadsbussen in Adana.

## Bezienswaardigheden

### Architectuur

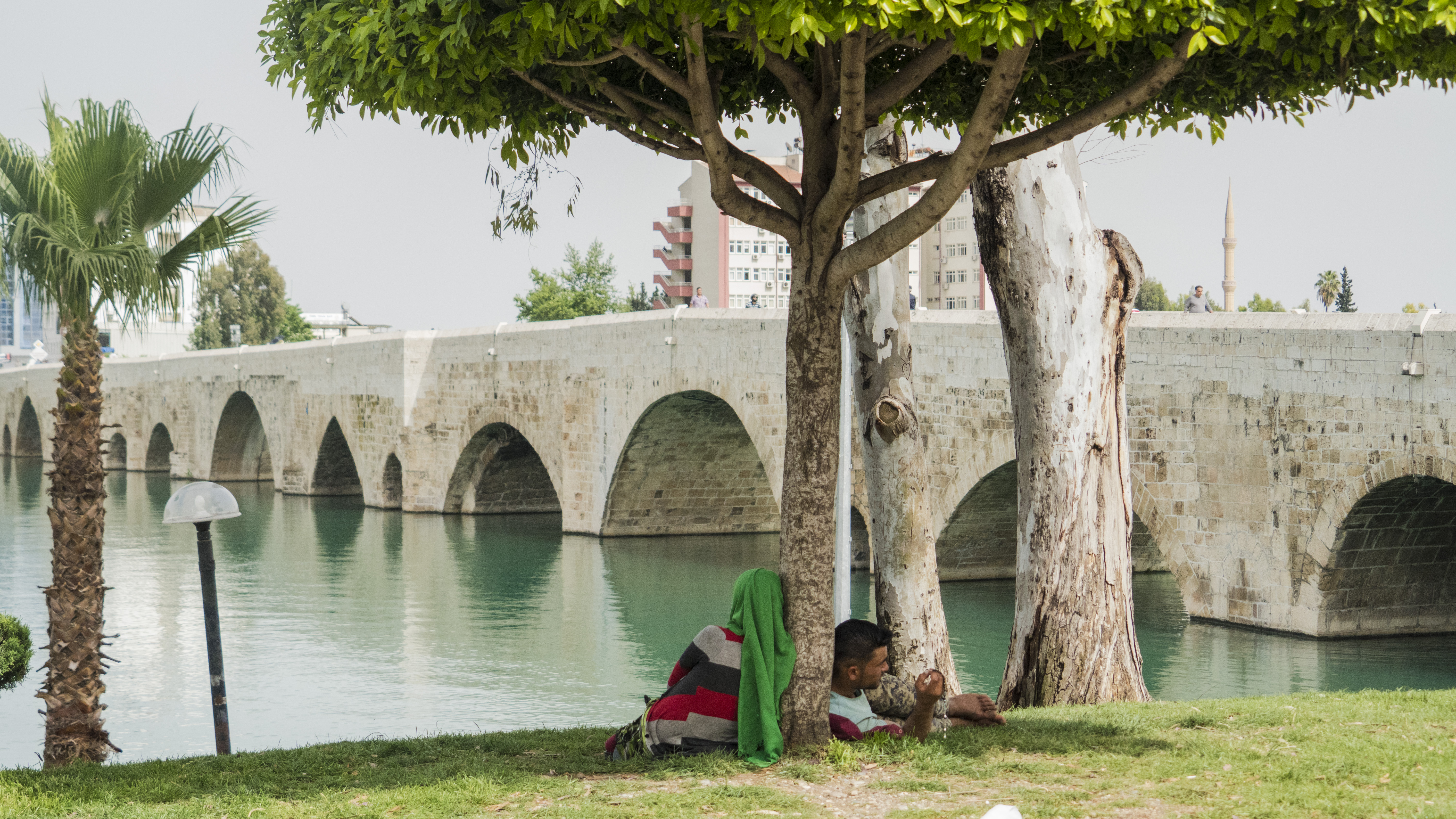
Taşköprü, de stenen brug uit het Romeinse tijdperk

Het gouden tijdperk voor de architectuur van Adana was in de late 15e en 16e eeuw, toen zij de hoofdstad werd van het Ramadaanse Emiraat. De stad groeide snel in die periode, en er werden veel nieuwe buurten gebouwd. De meeste historische bezienswaardigheden van Adana zijn gebouwd in deze periode, waardoor vooral de Mammelukse en Seltsjoekse architectuur domineert in de stad. Taşköprü is het enige overblijfsel van het Romeins-Byzantijnse tijdperk, en tijdens de Ottomaanse periode zijn er weinig gebouwen gebouwd.
Er zijn veel bruggen over de rivier de Seyhan in de stad; het meest valt op de Taşköprü, een Romeinse brug van de 2e eeuw. Momenteel wordt de brug alleen gebruikt door voetgangers en fietsers, maar het was tot 2007 de oudste brug ter wereld voor motorvoertuigen. Demirköprü is een spoorwegbrug die in 1912 als onderdeel van de Bagdadspoorweg werd gebouwd.

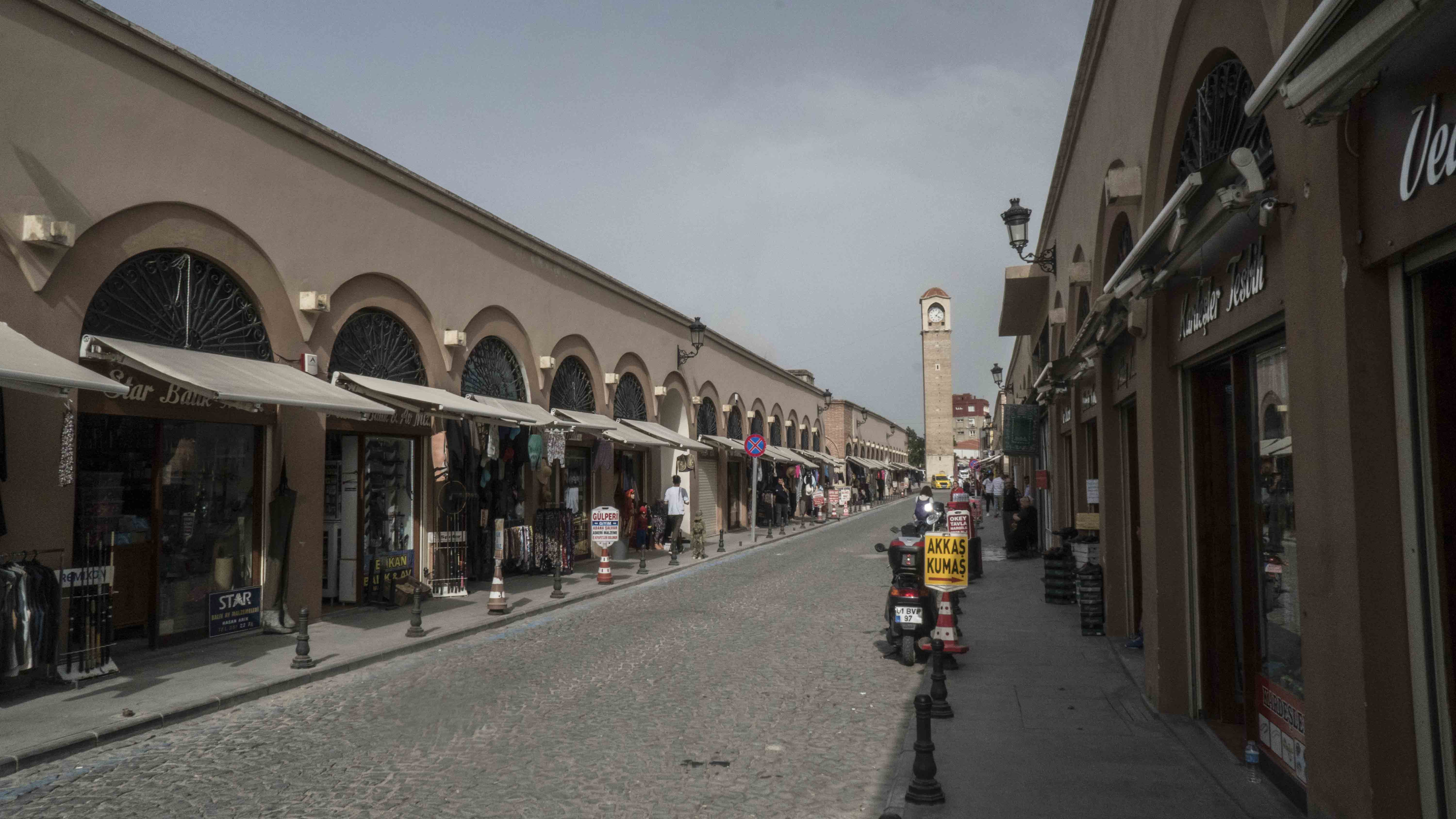
Büyük Saat met de Kazancılar Çarşısı

Büyük Saat (De grote klokkentoren), gebouwd door de plaatselijke gouverneur van Adana in 1882, is de hoogste klokkentoren in Turkije met een hoogte van 32 m. Hij werd beschadigd tijdens de Franse bezetting, maar in 1935 opgeknapt. Kazancılar Çarşısı (Bazaar van Kazancilar), bevindt zich rond de Büyük Saat.
De Ramazanoğluzaal is gebouwd in 1495 tijdens het bewind van Halil Bey. Het gebouw telt drie verdiepingen en is volledig gemaakt van steen. Het is een van de oudste voorbeelden van een huis in Turkije. De zaal die nu nog staat was de Harem gedeelte, waar de familie Ramadanid woonde. De Selamlık gedeelte, waar de overheidsbureaus waren, bestaat niet meer.

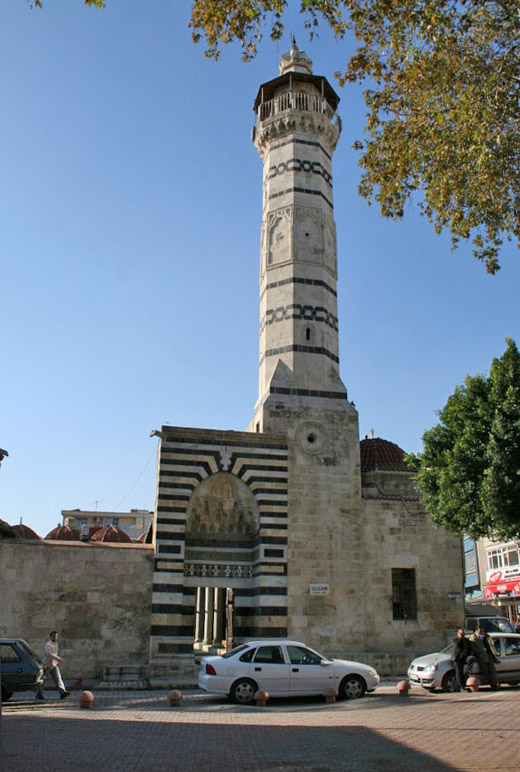
Ulu Cami

Sabancı Merkez Camii, hoewel niet historisch, is de meest bezochte moskee in Adana. Het is in 1998 geopend en is een van de grootste moskeeën in het Midden-Oosten, gebouwd in stijl van de Ottomaanse architectuur. De moskee heeft zes minaretten, die elk 99 meter hoog zijn en heeft een capaciteit voor 28.500 mensen. De koepel heeft een diameter van 32 meter. Het is gelegen op de westelijke oever van de Seyhanriver op de hoek van Seyhanbrug en is vrijwel vanuit elk punt in de stad te zien.

### Musea
- Archeologisch museum
- Misis Mozaiekmuseum
- Etnografisch museum
- Ataturkmuseum

### Andere bezienswaardigheden
- Kruisvaarderskerk
- Ulu Cami (grote moskee)
- Yagmoskee (Eskimoskee)
- Armeense kerk

## Geboren in Adana
- Ferdi Tayfur (1945-2025), zanger, componist, acteur en auteur
- Fatih Terim (1953), voetballer en voetbaltrainer
- Funda Müjde (1961), actrice
- Ali Çifteci (1963), Turks-Nederlands acteur, zanger en theatermaker
- Haluk Levent (1968), rockzanger en musicus
- Hasan Şaş (1976), voetballer
- Ayşe Hatun Önal (1978), zangeres en model
- Kıvanç Tatlıtuğ (1983), acteur
- Çağla Büyükakçay (1989), tennisster
- Zorbay Küçük (1992), voetbalscheidsrechter

## Galerij

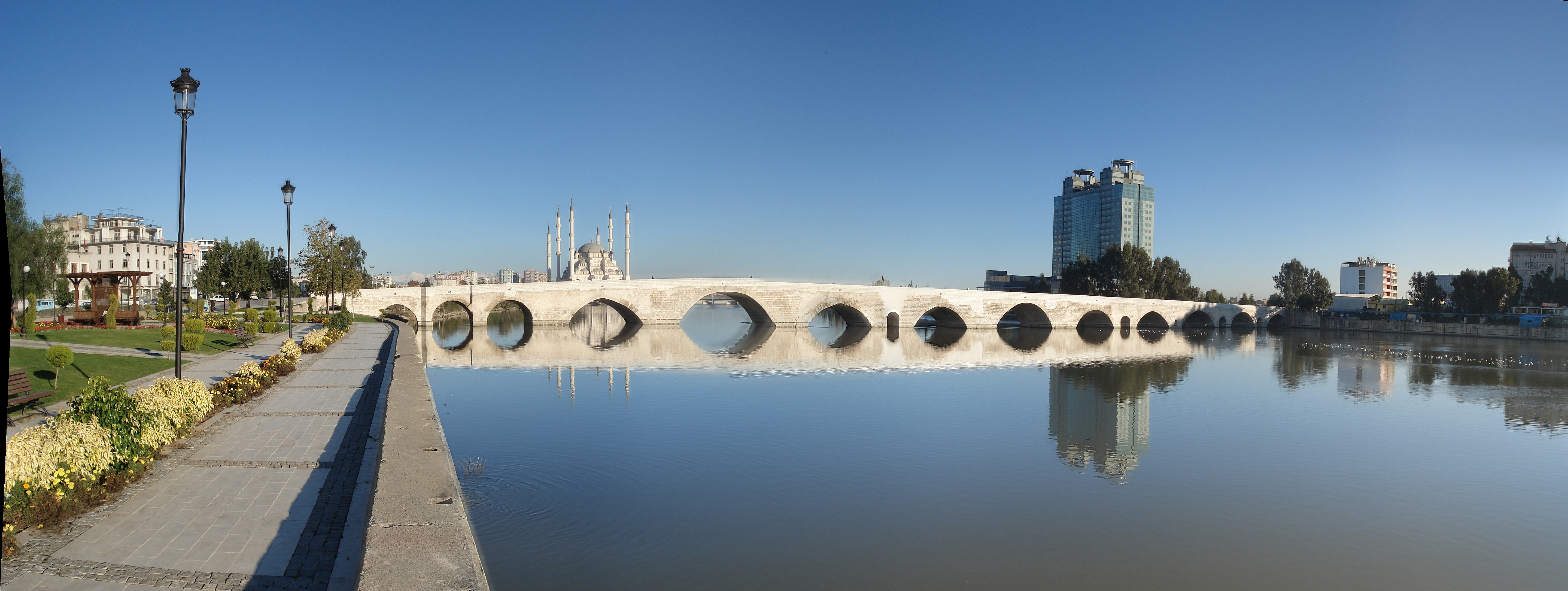
De Romeinse brug
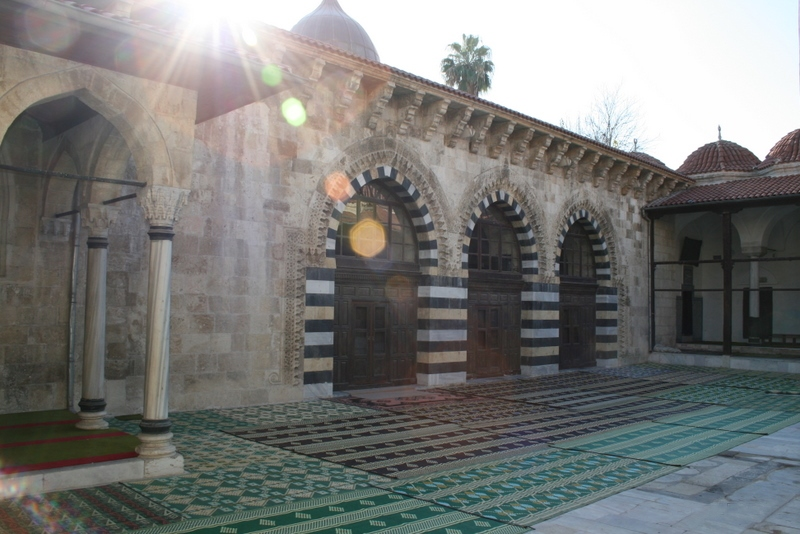
De Ulumoskee
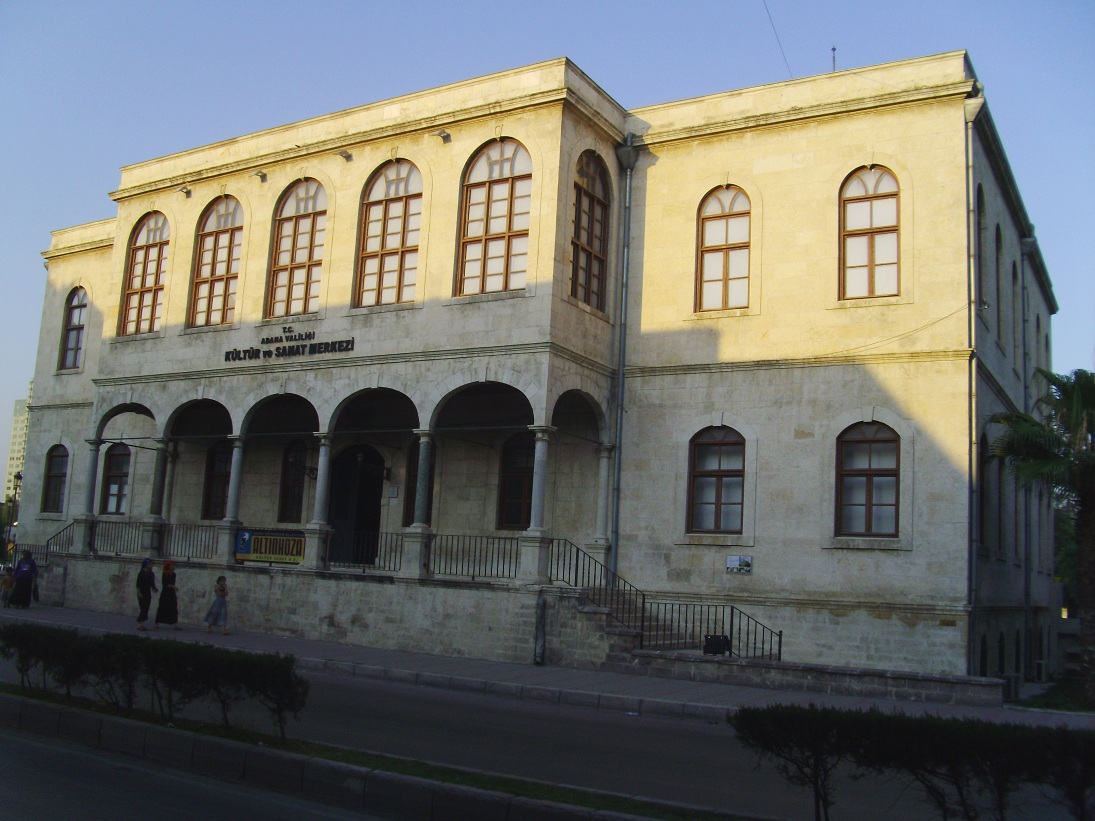
Cultureel centrum
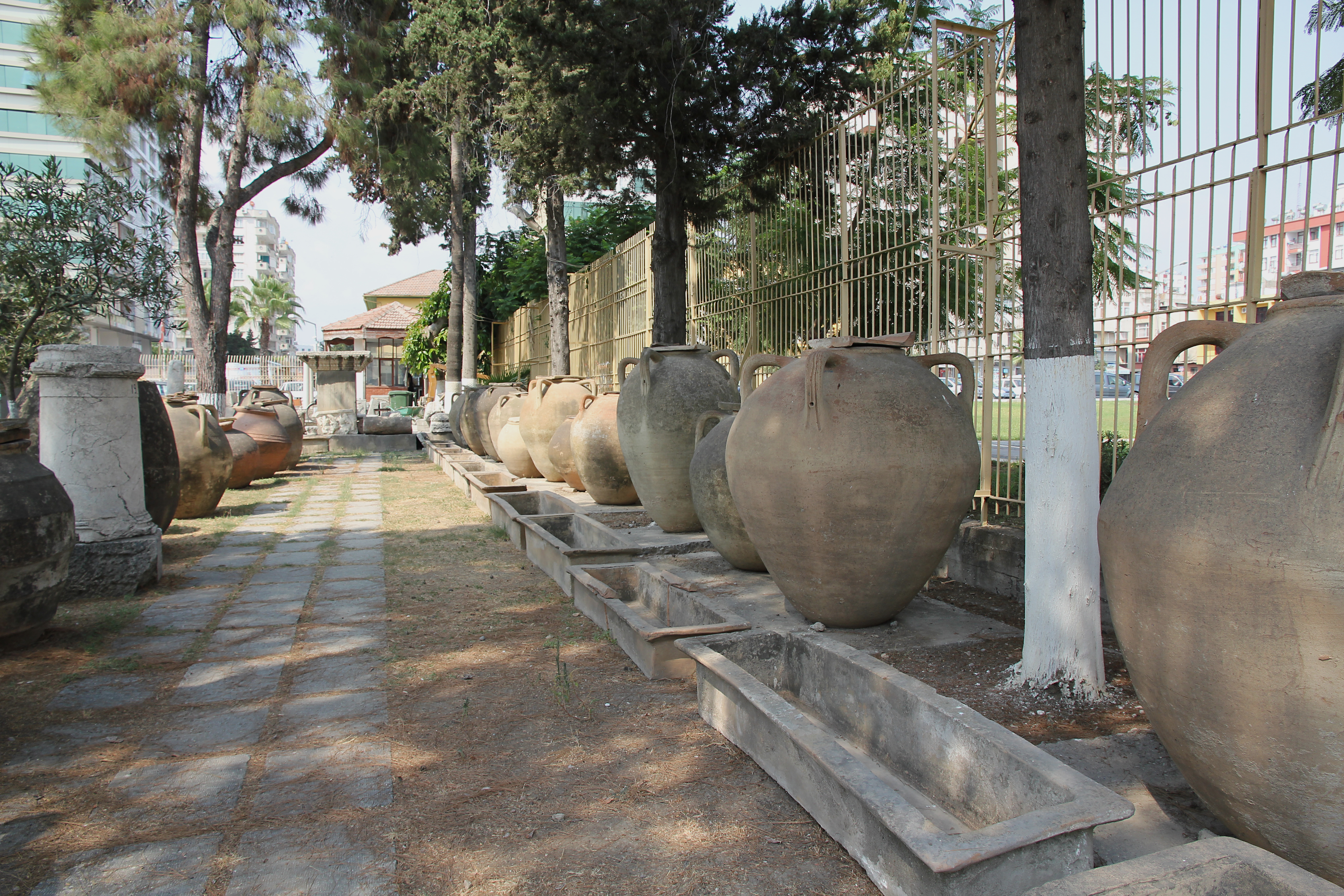
Amfora in de tuin van het archeologisch museum
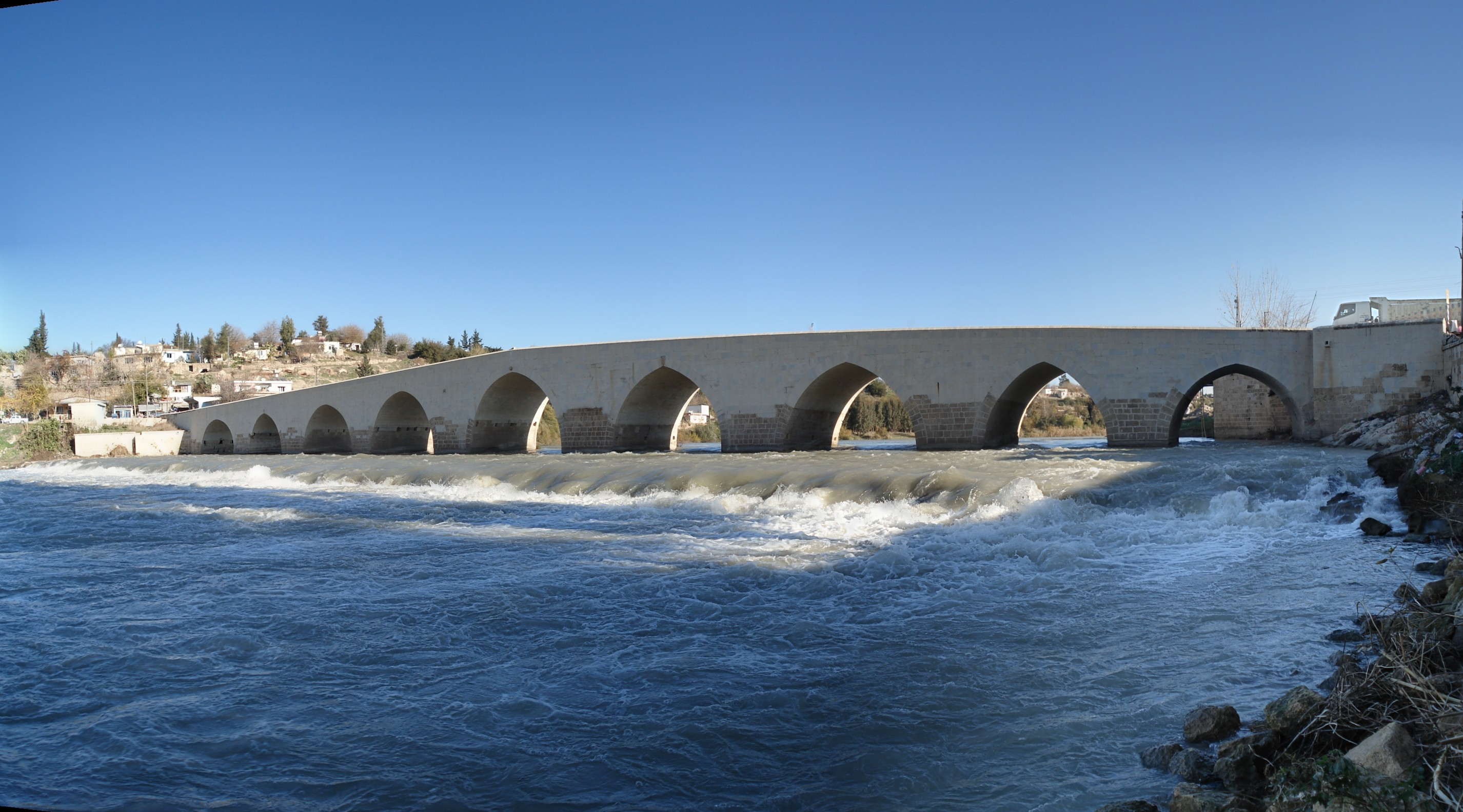
De Misisbrug

## Partnersteden
- Beër Sjeva (Israël)
- Jeddah (Saoedi-Arabië)
- Şımkent (Kazachstan)